# BP Волка
BP Волка (лат. BP Lupi) — одиночная переменная звезда в созвездии Волка на расстоянии (вычисленном из значения параллакса) приблизительно 7910 световых лет (около 2425 парсеков) от Солнца. Видимая звёздная величина звезды — от менее +16m до +14m.

## Характеристики
BP Волка — красная пульсирующая переменная звезда, мирида (M) спектрального класса M. Эффективная температура — около 3287 K.